# Hans Kraus (Politiker, 1879)
Johann „Hans“ Georg Kraus (* 22. April 1879 in Unterafferbach; † 30. Mai 1952 in Gräfelfing) war ein deutscher Volkswirt und Politiker (CSU). Er war von 1932 bis 1944 Leiter der bayerischen Rechnungskammer, 1946 Staatssekretär und Leiter der Bayerischen Staatskanzlei und von 1947 bis 1950 Bayerischer Staatsminister der Finanzen.

## Leben
Nach dem Abitur am Gymnasium in Aschaffenburg studierte Hans Kraus Philosophie, Volkswirtschaft und Rechtswissenschaft an den Universitäten in München und Würzburg. Er war als Student in Würzburg und München aktives Mitglied der katholischen Studentenverbindungen KStV Walhalla bzw. KStV Ottonia im KV und gründete im Jahre 1921 in Weihenstephan die Verbindung Isaria im KV. Kraus trat 1903 in den bayerischen Staatsdienst ein, wechselte später in die Finanzverwaltung und war von 1919 bis 1932 beim bayerischen Staatsministerium der Finanzen tätig. 1924 promovierte er zum Dr. oec. publ. und 1928 erhielt er seine Ernennung zum Ministerialrat. Von 1932 bis zu seiner Versetzung in den Ruhestand 1944 wirkte er als Leiter der bayerischen Rechnungskammer. Vor 1933 war er Mitglied der BVP und finanzpolitischer Berater des Ministerpräsidenten Heinrich Held. 1934 wurde er mit der Ausarbeitung einer Staatshaushaltsordnung betraut.
Nach dem Zweiten Weltkrieg trat er 1945 in die CSU ein; von 1946 bis 1950 war er Mitglied des CSU-Landesvorstandes. Kraus setzte seine Laufbahn in der Finanzverwaltung fort und wurde im Januar 1946 zum Ministerialdirektor in der Bayerischen Staatskanzlei ernannt. 1946 wurde er als bayerischer Bevollmächtigter in den Länderrat des amerikanischen Besatzungsgebietes nach Stuttgart entsandt. Ein Jahr später wurde ihm die Leitung der Bayerischen Finanzkammer übertragen.
Kraus war vom 4. Juli bis zum 21. Dezember 1946 Staatssekretär und Leiter der Bayerischen Staatskanzlei. Am 10. Januar 1947 wurde er zum Staatsminister der Finanzen in der von Ministerpräsident Hans Ehard geführten Regierung Bayerns ernannt. In seine Amtszeit fiel die Währungsreform. Am 29. Dezember 1949 bat er Ehard aus gesundheitlichen Gründen mündlich um seinen Rücktritt als Minister, blieb aber offiziell noch bis zum 8. Februar 1950, als der Landtag das Gesuch ebenfalls billigte, im Amt. Dem Rücktritt ging die „Affäre Blum“ (auch: „Hofbräuaffäre“) um die Finanzierung des Wiederaufbaus des Stuttgarter Hotels „Royal“ voraus, in deren Verlauf dem Minister vorgeworfen worden war, dass er seinen Sohn bei der Besetzung einer Stelle als Braumeister begünstigt habe.

## Ehrungen
In Anerkennung seiner Verdienste in der politischen Entwicklung der Nachkriegszeit verlieh ihm die Gemeinde Unterafferbach am 10. Dezember 1949 die Ehrenbürgerwürde.